# Ioánnis Amanatídis (football)
Pour les articles homonymes, voir Ioánnis Amanatídis.
Ioánnis Amanatídis (en grec : Ιωάννης Αμανατίδης), parfois orthographié Yánnis Amanatídis (Γιάννης Αμανατίδης), né le 3 décembre 1981 à Kozani, en Grèce, est un footballeur international grec, évoluant au poste d’attaquant.

## Biographie

### En club
Né à Kozani en Grèce, Ioánnis Amanatídis est formé en Allemagne, avec deux clubs basés à Stuttgart, le Stuttgarter SC, puis le VfB Stuttgart. C'est avec ce dernier qu'il fait ses débuts en professionnel, jouant son premier match le 1er juillet 2020, à l'occasion d'une rencontre de Coupe Intertoto face au Neuchâtel Xamax. Il entre en jeu à la place de Silvio Meißner ce jour-là et se fait remarquer en inscrivant également son premier but en professionnel, participant à la large victoire de son équipe par six buts à un.
En janvier 2001 Amanatídis est prêté au SpVgg Greuther Fürth.
En 2004 il poursuit sa carrière au 1. FC Kaiserslautern.

### En sélection
Le 20 novembre 2002, Ioánnis Amanatídis honore sa première sélection avec l'équipe nationale de Grèce, face à l'Irlande. Il entre en jeu à la place de Vasílios Tsiártas et les deux équipes se neutralisent sur un score nul de zéro à zéro.